# Terranova TV Sardegna
Terranova TV Sardegna è un'emittente televisiva a carattere regionale che trasmette dalla città di Olbia.

## Storia
Nella primavera 2003, l'imprenditore televisivo toscano Piero Barbagli varca il Tirreno rilevando le frequenze dell'emittente olbiese Canale 35 (fondata da Piero Bini, deceduto nel gennaio di quell'anno) chiusa da pochi mesi: TeleTirreno da quel momento viene diffusa anche in Sardegna.
Inizialmente visibile solo nella parte orientale della provincia di Sassari (la Gallura), fra il 2003 e il 2006 rileva frequenze di emittenti chiuse da tempo (spiccano in tale categoria la nuorese Azzurra Tv, la cagliaritana TeleSetar e Jolly TV di San Gavino), a crisi di liquidità (fra cui quelle ogliastrine di Telesardegna, appartenute in passato alla "fittizia" Stella TV, con l'emittente nuorese ancora oggi operante), o con impianti ridondanti (soprattutto Rete 4 e Italia 1), fino a raggiungere la copertura di Cagliari dal 26 gennaio 2006.
I progetti che spinsero l'emittente toscana a trasmettere anche in Sardegna vanno ricercati nella volontà iniziale - col successivo passaggio al digitale terrestre - di creare un multiplex multiregionale su cui veicolare i contenuti della pay tv Conto Tv.
Tale progetto fu poi abbandonato alla fine del 2006, sia per la crisi della pay tv di Marco Crispino, sia per il continuo rinvio del passaggio al digitale terrestre.
Ciò comportò la nascita, ad Olbia, della versione sarda di TeleTirreno nel 2006 col nome di TeleTirreno Sardegna, slegandosi definitivamente dalla "madre" toscana.
In occasione del passaggio al digitale terrestre avvenuto nel 2008, TTS ha anticipato di sei mesi lo switch off programmato in Sardegna per il mese di ottobre dello stesso anno. 

L'emittente olbiese ha avuto in passato anche delle redazioni ad Alghero, a Sassari e a Cagliari.

Dal mese di aprile del 2015, Tele Tirreno Sardegna passa totalmente sotto il controllo della Hangedras di Olbia, cambiando nome in Terranova TV Sardegna. 
A partire dal 2021, causa lo spegnimento del suo mux, TTS si fonde con Gallura channel (altro canale del gruppo) diventando così un unico canale, portando gli altri alla chiusura.
Complice la crisi e la conseguente chiusura per fallimento dell'emittente olbiese 5 Stelle Sardegna, negli anni 2010 TTS è diventata l'unica emittente a copertura regionale con sede nel nord Sardegna, unicum perso a partire dal novembre 2021 a causa della nascita di Teleregione Live (da Olbia) e UNO4 (da Sassari).

## Diffusione
In passato il mux Terranova Tv Sardegna trasmetteva sul canale UHF 21 in buona parte della Sardegna, ed era costituito dalle seguenti emittenti:
- TTS: canale principale dell'omonimo multiplex, (LCN 16);
- TTS 2: secondo canale del gruppo interamente dedicato alle news del territorio, (LCN 117);
- Gallura Channel: canale dedicato al territorio gallurese, dedicato perlopiù alle repliche dei programmi di TTS, (LCN 17);
- TeleGolfo: emittente locale dedicata all'intrattenimento, (LCN 116);
- Visual Radio: canale musicale (LCN 216);
- Canale Gallura: storica emittente locale di Tempio Pausania diretta da Angelo Mavuli con palinsesto generalista, (LCN 217).

## Palinsesto
Il palinsesto televisivo, dedicato prevalentemente al territorio di Olbia e della provincia di Sassari, comprende finestre giornaliere di informazione, dal titolo TG Sardegna, che vanno in onda a metà giornata. Alle ore 20:15 vi è l'appuntamento con il Tg Sera, finestra di informazione serale, con notizie suddivise secondo le seguenti aree tematiche: politica, cronaca, cultura, eventi e sport. Il telegiornale viene poi replicato nelle ore serali e notturne.

Voci & suoni è uno dei principali programmi di intrattenimento dell'emittente, ossia una rassegna di canti e balli della Sardegna.